# داني جو براون
داني جو براون (بالإنجليزية: Danny Joe Brown) هو مغني وموسيقي وكاتب أغاني أمريكي، ولد في 24 أغسطس 1951 في جاكسونفيل في الولايات المتحدة، وتوفي في 10 مارس 2005 في ديفي في الولايات المتحدة بسبب قصور كلوي.

## وصلات خارجية
- داني جو براون على موقع IMDb (الإنجليزية)
- داني جو براون على موقع ميوزك برينز (الإنجليزية)
- داني جو براون على موقع إن إن دي بي (الإنجليزية)
- داني جو براون على موقع أول ميوزيك (الإنجليزية)
- داني جو براون على موقع ديسكوغز (الإنجليزية)